# Cristian Gavra
Cristian Gavra (sinh ngày 3 tháng 4 năm 1993) là một cầu thủ bóng đá người România thi đấu ở vị trí tiền đạo cho Viitorul Constanța.

## Sự nghiệp quốc tế
Gavra thi đấu cho U-19 România tại Giải vô địch bóng đá U-19 châu Âu 2011, diễn ra ở România.